# Parviz Tanavoli
Parviz Tanavoli (Teerão, 23 de março de 1937) é um escultor, pintor, académico e coleccionista de arte iraniana. Vive em Vancouver, Canadá, desde 1989.

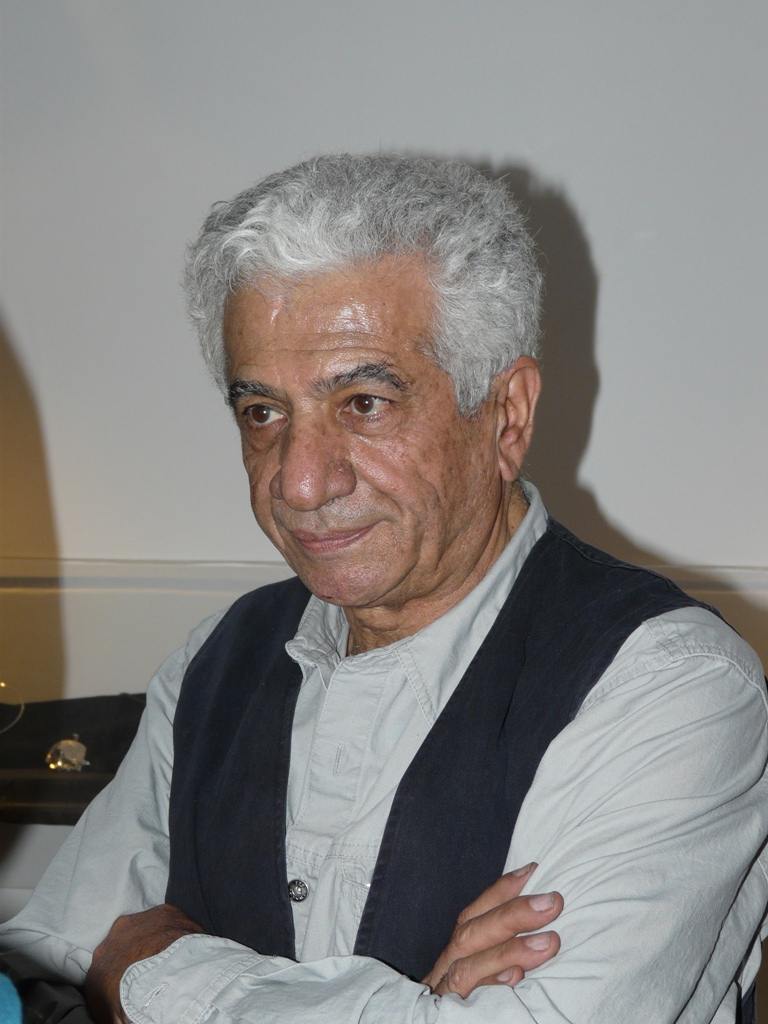
Parviz Tanavoli

A sua obra foi leiloada em todo mundo, levando a um total de vendas superior aos 6.7 milhões de dólares, convertendo-se no artista iraniano vivo mais caro. É conhecido pelas suas representações tridimensionais da palavra persa para 'nada', heech, composto de três caracteres persas no estilo de nastaliq. As três letras he, ye e che combinam-se para formar a palavra 'heech'.

## Carreira académica
Após graduar-se na Academia de Brera de Milão, em 1959, Tanavoli ensinou escultura durante três anos na Universidade de Arte e Desenho de Mineápolis. Depois de regressar ao Irão, assumiu a direcção do departamento de escultura da Universidade de Teerão, uma posição que manteve durante 18 anos, até 1979, quando se retirou dos trabalhos de ensino.

## Exposições
A sua última exposição individual foi em 2017 no Museu de Arte Contemporânea de Teerão baseada nas obras e colecção de leões. Em 2015 o Museu Davis na Universidade de Wellesley organizou a primeira exposição individual da sua obra nos Estados Unidos. Em 2003 teve uma grande retrospectiva no Museu de Arte Contemporânea de Teerão. Dantes, Parviz tinha organizado exposições individuais na Áustria, Itália, Alemanha, Estados Unidos e Reino Unido. As suas obras têm estado em exposições grupais a nível internacional.
A sua obra tem sido exibida na Tate Modern, no Museu Britânico, no Museu Metropolitano de Arte, na Galeria de Arte Grey da Universidade de Nova York, no Centro da Cidade de Isfahán, na colecção de Nelson Rockefeller de Nova York, no Parque Olímpico de Seul em Coreia do Sul, no Museu Real de Jordânia, no Museu de Arte Moderna de Viena, no Museu de Arte Moderna de Nova York, no Centro de Arte Walker de Mineápolis, na Universidade Hamline de Saint Paul e na Universidade de Shiraz, no Irão.

## Influências
Pertence ao grupo de artistas Saqqakhana que, segundo o académico Karim Emami, compartilham a estética popular.

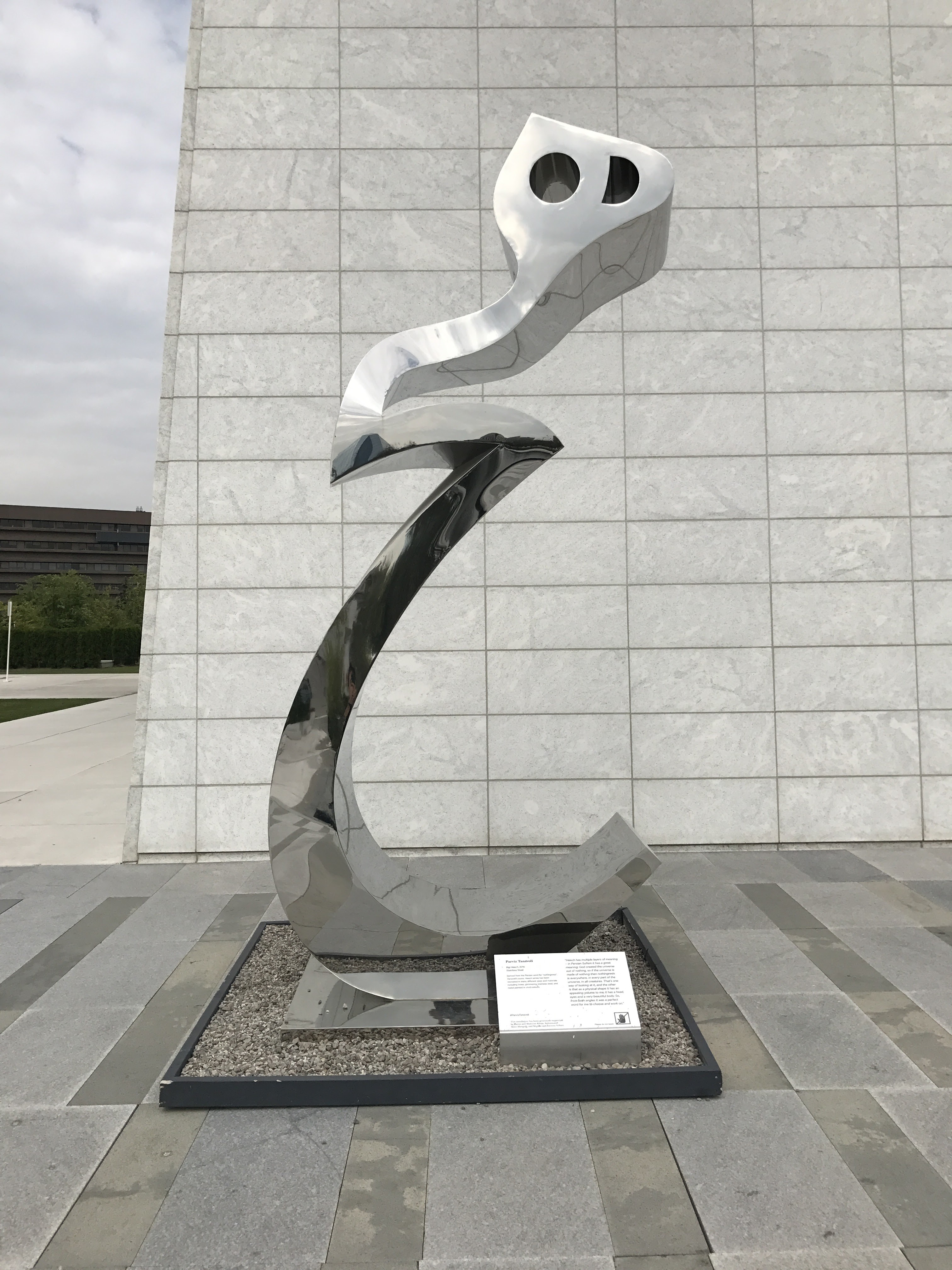
Parviz Tanavoli (Iranian, b. 1937) Bronze, Agha Khan Museum in Toronto (Canada)